# Molodoï (Strasbourg)
Pour les articles homonymes, voir Molodoï.

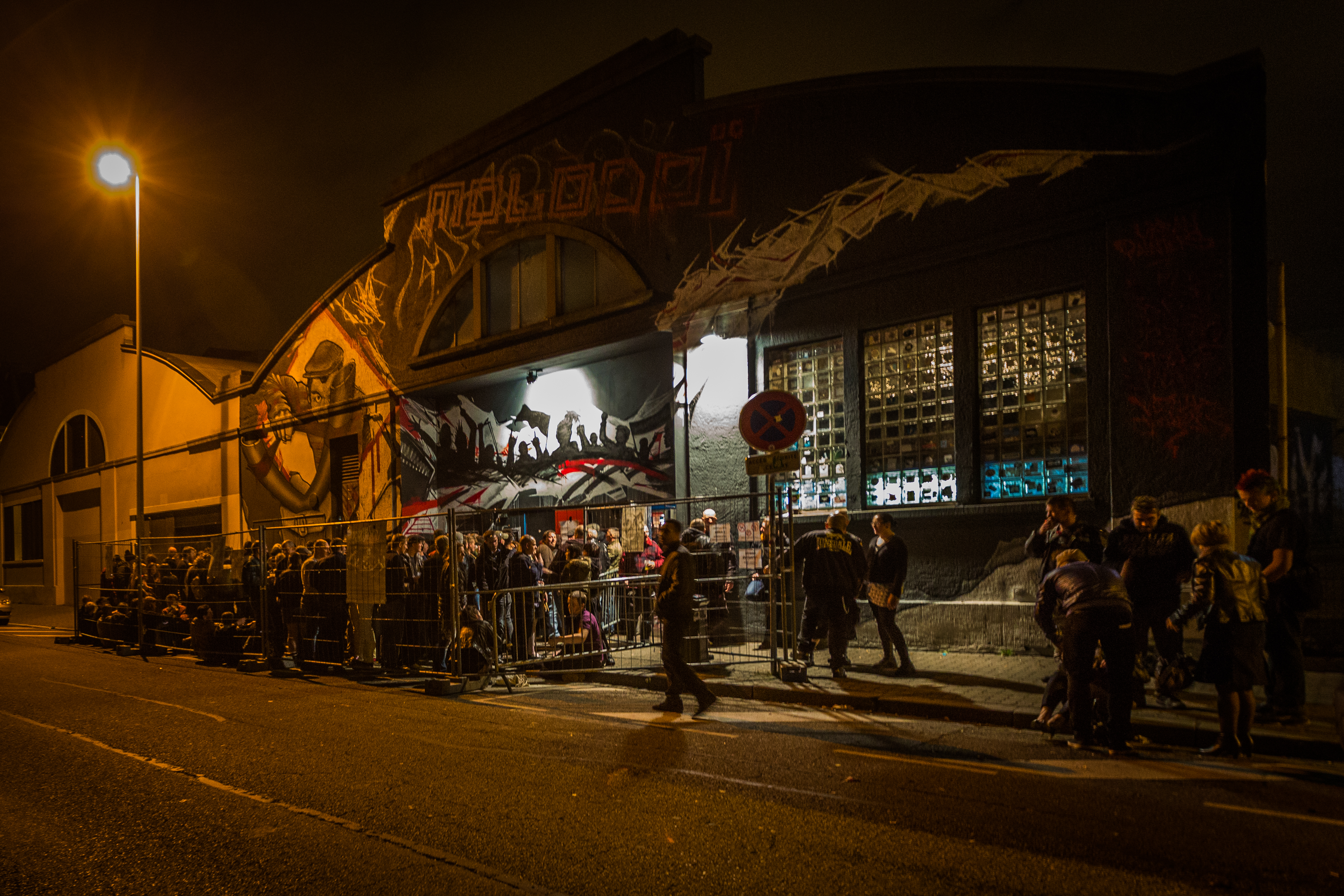
La salle du Molodoï à Strasbourg en novembre 2013.

Le Molodoï, centre autonome jeune, est une association loi de 1908 créée en 1988 et une salle de spectacle alternative et autogérée située à Strasbourg, en France.
Situé à proximité de La Laiterie, le Molodoï est l'un des lieux de la culture alternative strasbourgeoise.

## Historique
Créé en 1988 à Strasbourg, l'association Molodoï se consacre tout d'abord à un fanzine, à une émission de radio et à l'organisation de concerts. En 1994, après deux ans de travaux, l'association inaugure la salle de spectacle qui accueille concerts, pièces de théâtre, projections, expositions, débats, etc. La salle accueille, en septembre, quelques concerts dans le cadre des Nuits électroniques de l'Ososphère. À noter que « molodoï » veut dire « jeune » en russe.

## Mode de fonctionnement
L'association Molodoï est dirigée par un comité d'administration collégial qui n'a donc pas de président ; l'organisation est décidée au cours des assemblées générales. Molodoï met le lieu à disposition uniquement pour les associations voulant organiser un événement et demande en contrepartie une contribution humaine, matérielle ou financière, décidée par les associations organisatrices. Une des conditions est également de fixer un prix d'entrée inférieur à 8 €. La soirée doit être ouverte à tous et toutes impérativement. Les soirées privées et la réserve sur l'entrée sont interdites. La salle est mise à disposition, il ne s'agit pas d'une location. Un investissement financier, qui reste à définir, ou matériel ou humain (aides diverses) est demandé en retour.
Même si elle est actuellement soutenue par la ville de Strasbourg, l'association tend à évoluer vers l'autofinancement.

## Accès
La salle du Molodoï se trouve 19, rue du Ban de la Roche, 67000 Strasbourg. Le site est desservi par la ligne B du tramway de Strasbourg, arrêt Laiterie.